# Королевская регата Хенли

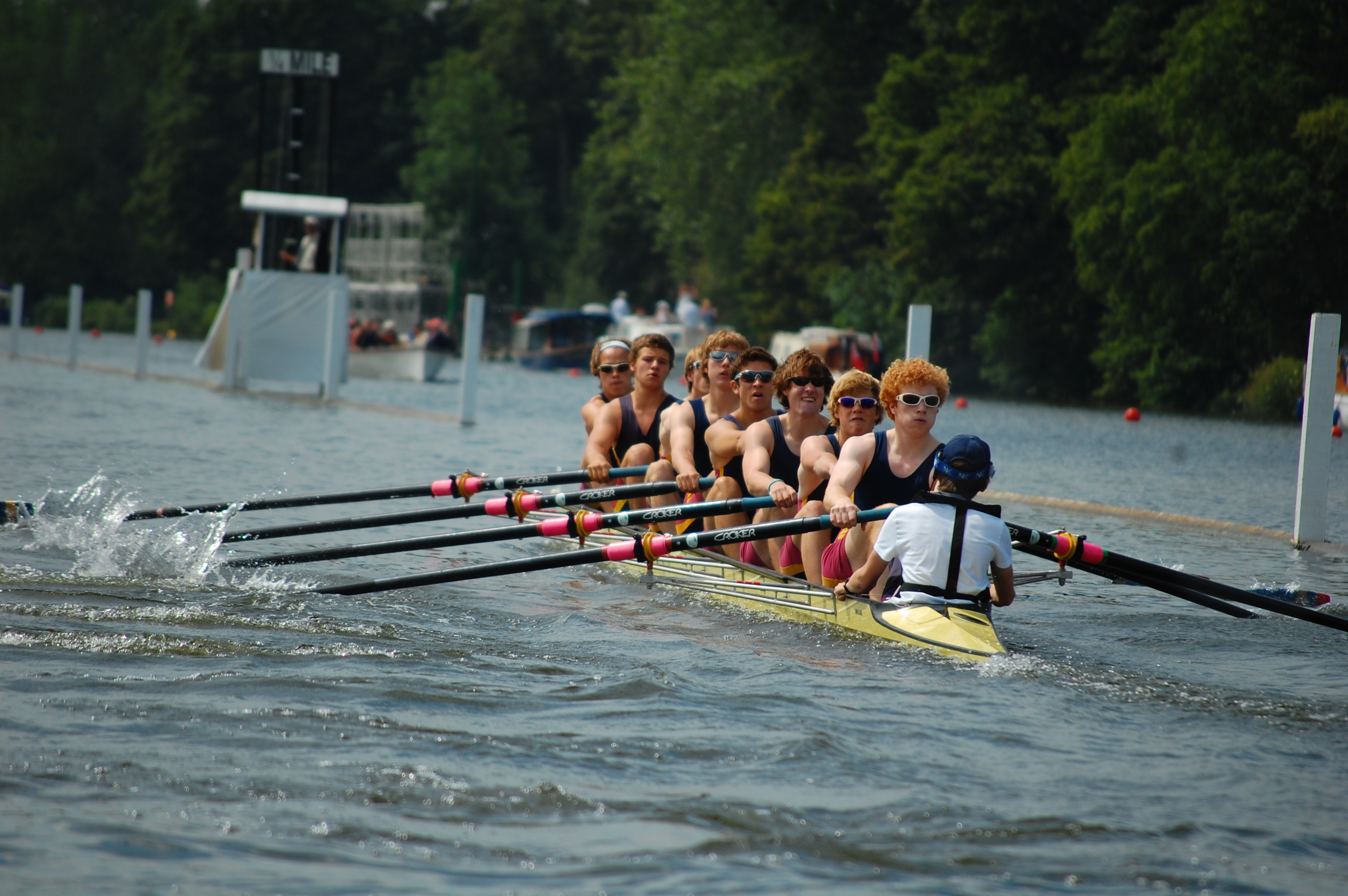
Команда Norwich School на Королевской регате Хенли. 2009 год.

Королевская регата Хенли, Хенлейская королевская регата (англ. Henley Royal Regatta) — ежегодная регата, которая проходит в английском городе Хенли-он-Темс с 1839 года. Королевская регата длится 6 дней (со вторника по воскресенье) во время первых выходных июля.
Соревнования проводятся по олимпийской системе (на выбывание). Дистанция гонки составляет 2112 метров, что на 112 метров длиннее общепринятой дистанции. Ежегодно команды из разных стран приезжают в Хенли, чтобы побороться за один из самых престижных трофеев в карьере спортсмена, занимающегося академической греблей. Самая престижная категория в Королевской Регате — это Grand Challenge Cup, в котором соревнуются лучшие мужские распашные восьмерки со всего мира.
Поскольку регата появилась до создания международных гребных федераций, она имеет свои правила. Несмотря на это, Королевская регата признана Ассоциацией гребного спорта Великобритании и Международной федерацией гребли.